# José de la Soledad Torres y Castañeda
José de la Soledad Torres y Castañeda (* 29. März 1918 in Río Grande, Bundesstaat Durango, Mexiko; † 4. März 1967) war Bischof von Ciudad Obregón.

## Leben
José de la Soledad Torres y Castañeda empfing am 4. April 1943 das Sakrament der Priesterweihe.
Am 28. November 1959 ernannte ihn Papst Johannes XXIII. zum Bischof von Ciudad Obregón. Der Apostolische Delegat in Mexiko, Erzbischof Luigi Raimondi, spendete ihm am 25. Februar 1960 die Bischofsweihe; Mitkonsekratoren waren der Bischof von Sonora, Juan María Navarrete y Guerrero, und der Erzbischof von Chihuahua, Antonio Guízar y Valencia.